# Анкудиниха
Анкудиниха — опустевшая деревня в Удомельском городском округе Тверской области.

## География
Деревня находится в северной части Тверской области на расстоянии приблизительно 12 км на северо-восток по прямой от железнодорожного вокзала города Удомля.

## История
Известна была с 1859 года как владение помещика Колзакова. Дворов (хозяйств) было 27 (1859), 50 (1886), 47 (1911), 43 (1961), 4 (1986). К 2000 году деревня исчезла. В советский период истории работал колхоз «Заря коммунизма». До 2015 года входила в состав Рядского сельского поселения до упразднения последнего. С 2015 года в составе Удомельского городского округа. Ныне имеет дачный характер.

## Население
Численность населения: 230 человек (1859 год), 291 (1886), 291 (1911), 126 (1961), 4 (1986), 0 как в 2002 году, так и в 2010.